# Lista de Aldeias de Guam
A ilha de Guam está dividida em 19 municípios, nomeados aldeias. Cada uma das aldeias é governada por um prefeito, eleito a cada 4 anos. Adicionalmente, em seis das aldeias, existe um vice-prefeito, que é eleito em lista separada, mas na mesma data.

## Aldeias
| Aldeias                    | Área (km2) | População | População | Densidade Populacional (pop. por km2) | Prefeito/a               | Prefeito/a         | Prefeito/a         | Vice-prefeito/a                  | Vice-prefeito/a    | Vice-prefeito/a    |
| Aldeias                    | Área (km2) | 2010      | 2020      | Densidade Populacional (pop. por km2) | Nome                     | Afiliação Política | Afiliação Política | Nome                             | Afiliação Política | Afiliação Política |
| -------------------------- | ---------- | --------- | --------- | ------------------------------------- | ------------------------ | ------------------ | ------------------ | -------------------------------- | ------------------ | ------------------ |
| Agaña Heights              | 2,668      | 3808      | 3673      | 1377                                  | Richard B. Arroyo        |                    | Democrata          |                                  |                    |                    |
| Asan-Maina                 | 14,737     | 2137      | 2011      | 136                                   | Frankie A. Salas         |                    | Democrata          |                                  |                    |                    |
| Barrigada                  | 22,015     | 8875      | 7956      | 361                                   | June U. Blas             |                    | Democrata          | Jessie P. Bautista               |                    | Democrata          |
| Chalan Pago-Ordot          | 14,685     | 6822      | 7064      | 481                                   | Wayne San Nicolas Santos |                    | Democrata          |                                  |                    |                    |
| Dededo                     | 79,046     | 44943     | 44908     | 568                                   | Peter John Benavente     |                    | Democrata          | Ann S. San Agustin Leon Guerrero |                    | Democrata          |
| Hagåt (antiga Agat)        | 26,755     | 4917      | 4515      | 169                                   | Kevin J.T. Susuico       |                    | Republicano        | Christopher J. Fejeran           |                    | Republicano        |
| Hagåtña                    | 2,461      | 1051      | 943       | 383                                   | Michael T.C. Gumataotao  |                    | Republicano        |                                  |                    |                    |
| Humåtak (antiga Umatac)    | 16,187     | 782       | 647       | 40                                    | Johnny A. Quinata        |                    | Republicano        |                                  |                    |                    |
| Inalåhan (antiga Inarajan) | 48,536     | 2273      | 2317      | 48                                    | Anthony P. Chargualaf    |                    | Democrata          |                                  |                    |                    |
| Malesso' (antiga Merizo)   | 16,213     | 1850      | 1604      | 99                                    | Franklin J.Q. Champaco   |                    | Democrata          |                                  |                    |                    |
| Mangilao                   | 26,392     | 15191     | 13476     | 511                                   | Allan R.G. Ungacta       |                    | Republicano        | Edward J.D. Tosco                |                    | Republicano        |
| Mongmong-Toto-Maite        | 4,714      | 6825      | 6380      | 1353                                  | Rudy A. Paco             |                    | Democrata          |                                  |                    |                    |
| Piti                       | 19,529     | 1454      | 1585      | 81                                    | Jesse L.G. Alig          |                    | Republicano        |                                  |                    |                    |
| Sånta Rita-Sumai           | 42,113     | 6084      | 6470      | 154                                   | Dale C.P. Alvarez        |                    | Democrata          |                                  |                    |                    |
| Sinajana                   | 2,305      | 2592      | 2611      | 1133                                  | Robert R.D.C. Hofmann    |                    | Democrata          | posição não ocupada              |                    |                    |
| Talo'fo'fo'                | 45,843     | 3050      | 3550      | 77                                    | Vicente S. Taitague      |                    | Democrata          |                                  |                    |                    |
| Tamuning-Tumon-Harmon      | 14,633     | 19685     | 18489     | 1264                                  | Louise C. Rivera         |                    | Republicano        | Albert M. Toves                  |                    | Republicano        |
| Yigo                       | 92,230     | 20539     | 19339     | 210                                   | Frances S. Lizama        |                    | Democrata          | Pedro Suzuki Blas                |                    | Democrata          |
| Yona                       | 52,111     | 6480      | 6298      | 121                                   | Brian Jess Terlaje       |                    | Democrata          |                                  |                    |                    |